# Whitney Engen
Whitney Elizabeth Engen, född 28 november 1987 i Torrance i Kalifornien, är en amerikansk fotbollsspelare som spelar som försvarare för Western New York Flash och i USA:s landslag. Hon ingick i laget som vann världsmästerskapet i fotboll för damer 2015 men fick ingen speltid i turneringen.